# Regiele
Regiele (deutsch Regellen) ist ein kleiner Ort in der polnischen Woiwodschaft Ermland-Masuren und gehört zur Stadt- und Landgemeinde Gołdap (Goldap) im Powiat Gołdapski (Kreis Gołdap).

## Geographische Lage
Regiele liegt im Nordosten der Woiwodschaft Ermland-Masuren, südöstlich der Kreisstadt Gołdap (Goldap) und südöstlich des 268 Meter hohen und mitten in einem Militärgebiet gelegenen Zameczna Góra (Schlossberg).

## Geschichte
Die Gründung des weit gestreuten und vor 1621 Regal genannten Dorfes fiel in das Jahr 1565. Zwischen 1874 und 1945 war der Ort in den Amtsbezirk Gurnen (polnisch: Górne) eingegliedert, der zeit seines Bestehens zum Kreis Goldap im Regierungsbezirk Gumbinnen der preußischen Provinz Ostpreußen gehörte.
354 Einwohner waren im Jahre 1910 in Regellen registriert. Ihre Zahl verringerte sich bis 1933 auf 300 und belief sich 1939 noch auf 277.
Im Zuge der nationalsozialistischen Umbenennungsaktion erhielt Regellen am 3. Juni 1938 (amtlich bestätigt am 16. Juli 1938) den Namen „Glaubitz (Ostpr.)“. Im Jahre 1945 kam das Dorf in Kriegsfolge mit dem südlichen Ostpreußen zu Polen und änderte seinen Namen in „Regiele“. Der Ort ist heute eine Ortschaft innerhalb der Stadt- und Landgemeinde Gołdap im Powiat Gołdapski und gehört seit 1999 zur Woiwodschaft Ermland-Masuren.

## Kirche
Der überwiegende Teil der Bevölkerung von Regellen bzw. Glaubitz war vor 1945 evangelischer Konfession und der Ort in das Kirchspiel der Kirche Gurnen (Górne) eingepfarrt. Er war somit Teil des Kirchenkreises Goldap in der Kirchenprovinz Ostpreußen der Kirche der Altpreußischen Union. Seit 1945 gehören die evangelischen Kirchenglieder Regieles zur Kirchengemeinde in Gołdap, die eine Filialgemeinde der Pfarrei Suwałki in der Diözese Masuren der Evangelisch-Augsburgischen Kirche in Polen ist.
Die Mehrheit der Einwohner von Regiele ist heute katholisch. Ihre Pfarrkirche wurde in Górne neu errichtet und gehört zum Dekanat Gołdap im Bistum Ełk (Lyck) der Katholischen Kirche in Polen. Vor 1945 waren die katholischen Kirchenglieder nach Goldap im Bistum Ermland eingepfarrt.

## Verkehr
Regiele liegt verkehrsgünstig an der die russisch-polnische und die polnisch-belarussische Staatsgrenze verbindenden polnischen Landesstraße DK 65 (hier in einem Abschnitt der einstigen deutschen Reichsstraße 132). Innerorts endet eine von Górne und der Gegend um den Jezioro Czarne (Scharner See) herführende Nebenstraße.
Das nur zwei Kilometer entfernt liegende Górne war die nächstgelegene Bahnstation der Bahnstrecke Ełk–Tschernjachowsk (Lyck–Insterburg), auf der der Personenverkehr jedoch 1993 eingestellt worden ist.